# Wimbledon 2025
De 138e editie van de Wimbledon Championships vond plaats van maandag 30 juni tot en met zondag 13 juli 2025. Voor de vrouwen was dit de 131e editie van het graskampioenschap. Het toernooi werd gespeeld bij de All England Lawn Tennis and Croquet Club in de wijk Wimbledon van de Britse hoofdstad Londen.
Na 148 jaar werden de lijnrechters vervangen door een elektronisch lijnsysteem.
Op grond van een beslissing van de gezamenlijke internationale tennisbonden speelden deelnemers uit Rusland en Wit-Rusland zonder hun nationale kenmerken.

## Toernooisamenvatting
Bij het mannenenkelspel won de Spanjaard Carlos Alcaraz in 2023 en 2024 de titel. Maar in 2025 verloor hij in de finale van de Italiaan Jannik Sinner, die daarmee zijn vierde grandslamtitel veroverde.
Het vrouwenenkelspel werd in 2024 gewonnen door de Tsjechische Barbora Krejčíková. Dit jaar ging de Poolse Iga Świątek met de trofee naar huis. Na eerdere grandslamtitels op gravel en hardcourt won zij nu haar eerste op gras.
De titelverdedigers bij het mannendubbelspel, Harri Heliövaara uit Finland en Henry Patten uit het Verenigd Koninkrijk, bereikten de kwartfinale. Dit jaar zegevierde het Britse duo Julian Cash en Lloyd Glasspool.
Titelverdedigsters bij het vrouwendubbelspel waren de Tsjechische Kateřina Siniaková en de Amerikaanse Taylor Townsend, die in de halve finale werden uitgeschakeld. Winnaars werden de Belgische Elise Mertens terug met haar oude partner Veronika Koedermetova.
De titelverdedigers in het gemengd dubbelspel, de Taiwanese Hsieh Su-wei en de Pool Jan Zieliński, wisten de kwartfinale te bereiken. De Tsjechische Kateřina Siniaková en de Nederlander Sem Verbeek wonnen de titel.
Bij het rolstoeltoernooi in de categorie quad won de Nederlander Niels Vink de titel zowel in het enkel- als in het dubbelspel.

## Toernooikalender
- Bron:[5]

| Wimbledon          | juni     | juli 2025 | juli 2025 | juli 2025 | juli 2025 | juli 2025 | juli 2025 | juli 2025   | juli 2025    | juli 2025   | juli 2025    | juli 2025    | juli 2025 | juli 2025 |
| Wimbledon          | maa 30   | din 1     | woe 2     | don 3     | vrĳ 4     | zat 5     | zon 6     | maa 7       | din 8        | woe 9       | don 10       | vrĳ 11       | zat 12    | zon 13    |
| ------------------ | -------- | --------- | --------- | --------- | --------- | --------- | --------- | ----------- | ------------ | ----------- | ------------ | ------------ | --------- | --------- |
| mannenenkelspel    | 1e ronde | 1e ronde  | 2e ronde  | 2e ronde  | 3e ronde  | 3e ronde  | 4e ronde  | 4e ronde    | kwartfinale  | kwartfinale |              | halve finale |           | finale    |
| vrouwenenkelspel   | 1e ronde | 1e ronde  | 2e ronde  | 2e ronde  | 3e ronde  | 3e ronde  | 4e ronde  | 4e ronde    | kwartfinale  | kwartfinale | halve finale |              | finale    |           |
| mannendubbelspel   |          |           | 1e ronde  | 1e ronde  | 2e ronde  | 2e ronde  | 3e ronde  | 3e ronde    | kwartfinale  | kwartfinale | halve finale |              | finale    |           |
| vrouwendubbelspel  |          |           | 1e ronde  | 1e ronde  | 2e ronde  | 2e ronde  | 3e ronde  | 3e ronde    | kwartfinale  | kwartfinale |              | halve finale |           | finale    |
| gemengd dubbelspel |          |           |           |           | 1e ronde  | 1e ronde  | 2e ronde  | kwartfinale | halve finale |             | finale       |              |           |           |

## Opzet
De volgende toernooien worden georganiseerd (aantal spelers c.q. teams vermeld tussen haakjes):
Hoofdtoernooien
- Mannenenkelspel (128 spelers)
- Vrouwenenkelspel (128 speelsters)
- Mannendubbelspel (64 teams)
- Vrouwendubbelspel (64 teams)
- Gemengd dubbelspel (32 teams)

Kwalificatietoernooien
- Mannenenkelspel (128 spelers)
- Vrouwenenkelspel (128 speelsters)

Juniorentoernooien
- Jongensenkelspel (64 spelers)
- Meisjesenkelspel (64 speelsters)
- Jongensdubbelspel (32 teams)
- Meisjesdubbelspel (32 teams)

Rolstoeltoernooien
- Mannenenkelspel (16 spelers)
- Vrouwenenkelspel (16 speelsters)
- Mannendubbelspel (8 teams)
- Vrouwendubbelspel (8 teams)
- Quad-enkelspel (8 spelers)
- Quad-dubbelspel (4 teams)

Invitatietoernooien (senioren)
- Mannendubbelspel (8 teams)
- Vrouwendubbelspel (8 teams)
- Gemengd dubbelspel (8 teams)

Jeugdtoernooien
- Jongens t/m 14 jaar enkelspel (16 spelers)
- Meisjes t/m 14 jaar enkelspel (16 speelsters)

De meeste toernooien worden afgewerkt volgens het knock-outsysteem, met uitzondering van de invitatietoernooien en de jeugdtoernooien (t/m 14 jaar) waarbij om te beginnen een groepsfase plaatsvindt, gevolgd door een finale.
De wedstrijden van het mannenenkelspel worden gespeeld om drie gewonnen sets (best of five). De wedstrijden van het vrouwenenkelspel, vrouwendubbelspel, mannendubbelspel, gemengd dubbelspel, jongens- & meisjesenkelspel en alle rolstoeltoernooien worden gespeeld om twee gewonnen sets (best of three). Bij deze toernooien wordt in de beslissende set bij een stand van 6–6 een supertiebreak (tot 10 punten) gespeeld. De wedstrijden van het jongens- & meisjesdubbelspel, het jongens- & meisjesenkelspel t/m 14 jaar en het mannen-, vrouwen- & gemengd invitatiedubbelspel worden gespeeld om twee gewonnen sets (best of three), met een match-tiebreak bij een stand van 1–1 in sets.
De kwalificatiewedstrijden voor het mannen- en vrouwenenkelspel worden de week voorafgaand aan het hoofdtoernooi gespeeld op de grasbanen van het Community Sport Centre in de Londense wijk Roehampton. Deze kwalificatiewedstrijden worden op een externe locatie gespeeld om de grasbanen van de AELTC te ontzien. De kwalificaties bestaan uit drie ronden. Zestien mannen en zestien vrouwen kunnen zich kwalificeren voor de hoofdtoernooien. De kwalificatiewedstrijden in het mannen- en vrouwenenkelspel worden gespeeld om twee gewonnen sets (best of three) met een supertiebreak bij een stand van 6–6 in de beslissende set, met uitzondering van de derde kwalificatieronde van het mannenenkelspel, waar om drie gewonnen sets (best of five) wordt gespeeld.

## Kwalificatietoernooi
Algemene regels – Aan het hoofdtoernooi (enkelspel) doen bij de mannen en vrouwen elk 128 tennissers mee. De 104 beste mannen en 104 beste vrouwen van de wereldranglijst die zich inschrijven, worden rechtstreeks toegelaten. Acht mannen en acht vrouwen krijgen van de organisatie een wildcard. Voor de overige ingeschrevenen resteren dan nog zestien plaatsen bij de mannen en zestien plaatsen bij de vrouwen in het hoofdtoernooi – deze plaatsen worden via het kwalificatietoernooi ingevuld. Aan dit kwalificatietoernooi doen nog eens 128 mannen en 128 vrouwen mee.
De kwalificatiewedstrijden worden gespeeld op het Community Sport Centre in Roehampton van maandag 23 tot en met donderdag 26 juni 2025.
De volgende deelnemers aan het kwalificatietoernooi wisten zich een plaats te veroveren in de hoofdtabel:

### Mannenenkelspel
- Nikoloz Basilasjvili
- Alex Bolt
- Arthur Cazaux
- Jaime Faria
- August Holmgren
- Nicolás Jarry
- Adrian Mannarino
- James McCabe
- Filip Misolic
- Shintaro Mochizuki
- Leandro Riedi
- Chris Rodesch
- Valentin Royer
- Oliver Tarvet
- Giulio Zeppieri
- Bejbit Zjoekajev

Lucky losers
- Márton Fucsovics
- Cristian Garín
- Dušan Lajović

### Vrouwenenkelspel
- Carson Branstine
- Veronika Erjavec
- Linda Fruhvirtová
- Talia Gibson
- Priscilla Hon
- Elsa Jacquemot
- Iva Jovic
- Kaja Juvan
- Petra Martić
- Diane Parry
- Aljaksandra Sasnovitsj
- Ella Seidel
- Nina Stojanović
- Taylor Townsend
- Anastasija Zacharova
- Zhang Shuai

Lucky losers
- Victoria Mboko
- Solana Sierra

## Belangrijkste uitslagen

### Regulier toernooi
Mannenenkelspel

Finale: Jannik Sinner (Italië) won van Carlos Alcaraz (Spanje) met 4-6, 6-4, 6-4, 6-4
Vrouwenenkelspel

Finale: Iga Świątek (Polen) won van Amanda Anisimova (VS) met 6-0, 6-0
Mannendubbelspel

Finale: Julian Cash (VK) en Lloyd Glasspool (VK) wonnen van Rinky Hijikata (Australië) en David Pel (Nederland) met 6-2, 7-6
Vrouwendubbelspel

Finale: Veronika Koedermetova () en Elise Mertens (België) wonnen van Hsieh Su-wei (Taiwan) en Jeļena Ostapenko (Letland) met 3-6, 6-2, 6-4
Gemengd dubbelspel

Finale: Kateřina Siniaková (Tsjechië) en Sem Verbeek (Nederland) wonnen van Luisa Stefani (Brazilië) en Joe Salisbury (VK) met 7-6, 7-6

### Junioren
Jongensenkelspel

Finale: Ivan Ivanov (Bulgarije) won van Ronit Karki (VS) met 6-2, 6-3
Meisjesenkelspel

Finale: Mia Pohánková (Slowakije) won van Julieta Pareja (VS) met 6-3, 6-1
Jongensdubbelspel

Finale: Oskari Paldanius (Finland) en Alan Ważny (Polen) wonnen van Oliver Bonding (VK) en Jagger Leach (VS) met 5-7, 7-6, [10-5]
Meisjesdubbelspel

Finale: Kristina Penickova (VS) en Vendula Valdmannová (Tsjechië) wonnen van Thea Frodin (VS) en Julieta Pareja (VS) met 6-4, 6-2
Jongensenkelspel tot 14 jaar

Finale: Moritz Freitag (Oostenrijk) won van Rafael Pagonis (Griekenland) met 4-6, 6-1, [10-4]
Meisjesenkelspel tot 14 jaar

Finale: Sakino Miyazawa (Japan) won van Sofija Bielinska (Oekraïne) 3-6, 7-5, [10-5]

### Rolstoeltennis
Rolstoelmannenenkelspel

Finale: Tokito Oda (Japan) won van Alfie Hewett (VK) met 3-6, 7-5, 6-2
Rolstoelvrouwenenkelspel

Finale: Wang Ziying (China) won van Yui Kamiji (Japan) met 6-3, 6-3
Quad-enkelspel

Finale: Niels Vink (Nederland) won van Sam Schröder (Nederland) met 6-3, 6-3
Rolstoelmannendubbelspel

Finale: Martín de la Puente (Spanje) en Ruben Spaargaren (Nederland) wonnen van Alfie Hewett (VK) en Gordon Reid (VK) met 7-6, 7-5
Rolstoelvrouwendubbelspel

Finale: Li Xiaohui (China) en Wang Ziying (China) wonnen van Angélica Bernal (Colombia) en Ksénia Chasteau (Frankrijk) met 6-3, 6-1
Quad-dubbelspel

Finale: Guy Sasson (Israël) en Niels Vink (Nederland) wonnen van Donald Ramphadi (Zuid-Afrika) en Gregory Slade (VK) met 6-0, 6-2